# Прокляття Роуз
Прокляття Роуз (The Dawn) — американський фільм жахів 2019 року режисера Брендона Слегла.

## Зміст
Вільям (Джонатан Беннет) зазнав настільки глибоких вражень у боях Першої світової війни, що, повернувшись додому, винищив усю свою родину, а потім наклав руки на себе. Вижила лишень його донька Роуз.
Роуз відправляють жити до жіночого монастиря; так пройшло 8 років. Тепер дівчина вже свідомо хоче пов'язати своє життя з обителлю. Коли до прийняття чернечих обітниць лишається зовсім небагато, Роуз починає відчувати на собі вплив — тих самих демонів, що колись зсередини роздирали її батька. Те, що починалось як моторошні сновидіння, в швидкому часі змінить життя жіночого монастиря.

## Знімались
- Деванні Пінн — Роуз
- Стейсі Деш
- Раян Кізер
- Девід Горіл
- Гезер Вінтерс
- Тейлор Груббс